# Patinatge de velocitat als Jocs Olímpics d'hivern de 2006 - 10.000 metres masculins
Als Jocs Olímpics d'Hivern de 2006 celebrats a la ciutat de Torí (Itàlia) es disputà una prova de patinatge de velocitat sobre gel sobre una distància de 10.000 metres en categoria masculina que formà part del programa oficial dels Jocs.
La prova es disputà el dia 24 de febrer de 2006 a les instal·lacions de l'Oval Lingotto de la ciutat de Torí. Hi participaren un total de 16 patinadors de velocitat de 8 comitès nacionals diferents.

## Resum de medalles
| Or          | Argent       | Bronze         |
| Bob de Jong | Chad Hedrick | Carl Verheijen |

## Resultats

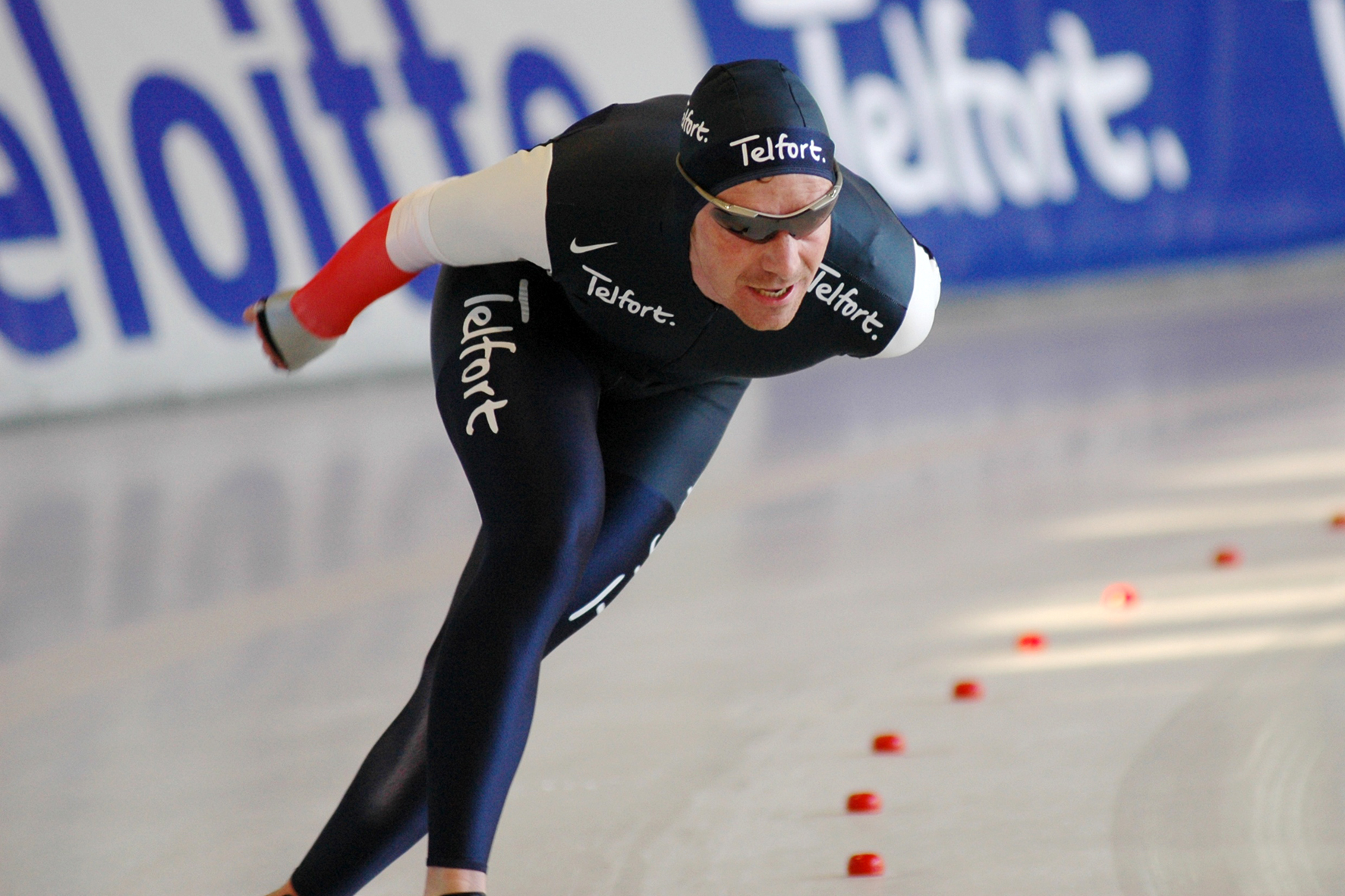
Bob de Jong, guanyador de la medalla d'or.

| Pos. | Nom                  | CON           | Temps         | Dif.     |
| ---- | -------------------- | ------------- | ------------- | -------- |
| 1    | Bob de Jong          | Països Baixos | 13:01.57      |          |
| 2    | Chad Hedrick         | Estats Units  | 13:05.40      | +3.83    |
| 3    | Carl Verheijen       | Països Baixos | 13:08.80      | +7.23    |
| 4    | Øystein Grødum       | Noruega       | 13:12.58      | +11.01   |
| 5    | Lasse Sætre          | Noruega       | 13:12.93      | +11.36   |
| 6    | Ivan Skobrev         | Rússia        | 13:17.54      | +15.97   |
| 7    | Sven Kramer          | Països Baixos | 13:18.14      | +16.57   |
| 8    | Enrico Fabris        | Itàlia        | 13:21.54      | +19.97   |
| 9    | Arne Dankers         | Canadà        | 13:23.55      | +21.98   |
| 10   | Johan Röjler         | Suècia        | 13:29.50      | +27.93   |
| 11   | Eskil Ervik          | Noruega       | 13:37.62      | +36.05   |
| 12   | Ippolito Sanfratello | Itàlia        | 13:41.91      | +40.34   |
| 13   | Stefano Donagrandi   | Itàlia        | 13:47.67      | +46.10   |
| 14   | Bart Veldkamp        | Bèlgica       | 13:48.12      | +46.55   |
| 15   | Charles Cox          | Estats Units  | 14:14.81      | +1:13.24 |
| 16   | Artyom Detyshev      | Rússia        | desqualificat |          |